# Oravais

Wappen der ehemaligen Gemeinde Oravais

Oravais (schwedisch), finnisch Oravainen, ist eine ehemalige Gemeinde in der westfinnischen Landschaft Österbotten. Zum Jahresbeginn 2011 schloss sie sich mit der Gemeinde Vörå-Maxmo zur neuen Gemeinde Vörå zusammen.
Oravais liegt rund 50 km nordöstlich der Stadt Vaasa an der Küste des Bottnischen Meerbusens. Die Gemeinde hatte eine Fläche von 208,5 Quadratkilometern (unter Ausschluss der Meeresgebiete) und zuletzt 2.207 Einwohner. Davon sprachen 79 % Schwedisch und 10 % Finnisch als Muttersprache. Offiziell war die Gemeinde zweisprachig mit Schwedisch als Mehrheits- und Finnisch als Minderheitssprache.
Oravais war lange eines der Zentren der finnischen Metallindustrie. Eine erste Eisenhütte wurde bereits 1703 am Ufer des Flusses Kimojoki errichtet; sie wurde von Nachkommen Lütticher Schmiede betrieben, die im 17. Jahrhundert nach Schweden ausgewandert waren. Mit der bei der Roheisengewinnung anfallenden Schlacke wurden lange die Straßen in Oravais befestigt. Die alte Eisenhütte ist heute ein Museum. Im 19. Jahrhundert wurde im Ort zudem ein großes Sägewerk errichtet, auch Textilindustrie siedelte sich an.
Am 14. September 1808 wurde bei Oravais die blutigste Schlacht des Russisch-Schwedischen Krieges geschlagen. Die finnisch-schwedischen Truppen unter Carl Johan Adlercreutz unterlagen hier den russischen Verbänden unter Nikolai Kamenski; 740 Schweden und rund 900 Russen starben während der Gefechte. Die Schlacht war der entscheidende Wendepunkt des Krieges und führte letztlich zu Schwedens Niederlage und zur russischen Herrschaft in Finnland. Die Schlacht von Oravais ist so auch einer der Höhepunkte von Runebergs Versepos Fähnrich Stahl. Heute erinnern ein Denkmal sowie das Museum Fähnrich-Ståhl-Zentrum an die Schlacht.